# Врх (Загорє-об-Саві)
Врх (словен. Vrh) — поселення в общині Загорє-об-Саві, Засавський регіон, Словенія. Висота над рівнем моря: 665,6 м.